# 클라바우터만

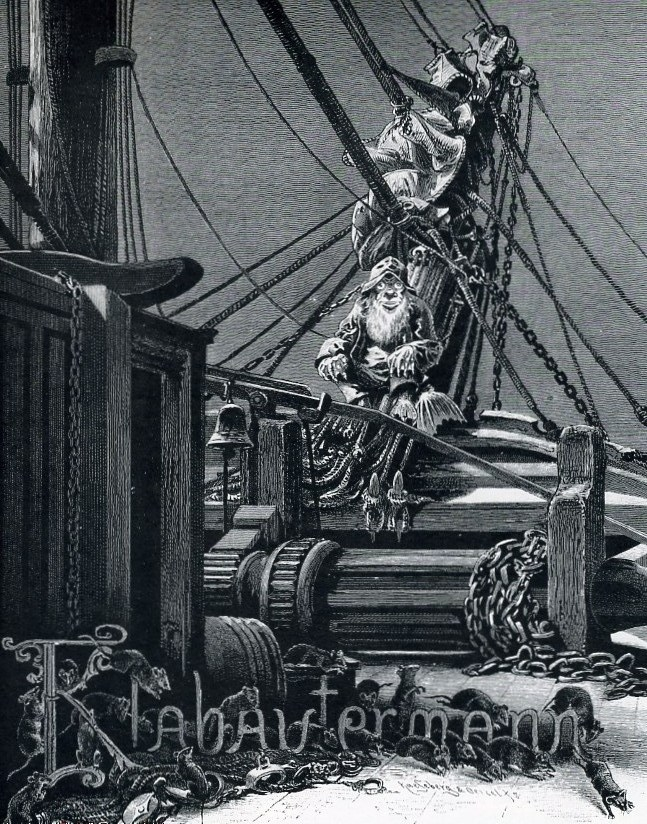
배 위의 클라바우터만

클라바우터만(Klabautermann)은 발트해에서 선원이나 어부를 도와주는 역할을 하는 가상의 요정이다. 클라바우터만은 다수의 배에 대한 전문가이고, 명랑하고 성실하며, 때때로 바다에 빠진 선원을 구해주기도 하는 존재로 묘사된다. 클라바우터만의 이름은 '소리를 내다'라는 의미의 저지 독일어의 단어인 'klabastern'에서 유래하였으며, '(선박에 난 구멍을) 메우다'라는 의미의 단어인 'kalfatern'에서 유래하였다는 설 또한 제기되고 있다.
클라바우터만의 모습은 털이 뒤덮인 선원 모자를 쓰고 노란 옷을 입었으며, 입에 담배 파이프를 문 작은 선원 (때때로 코킹 망치를 들고 있는)로 묘사된다. 선원들은 행운의 상징으로서 클라바우터만의 모습을 본따 만든 조각을 돛대에 붙이기도 하였다. 이러한 긍정적인 특성에도 불구하고, 클라바우터만의 존재와 관련한 좋지 않은 징조가 있다. 평화로운 배에서 클라바우터만의 모습을 본 선원은 아무도 없으며, 운명이 다한 배의 승무원에게만 모습이 보인다는 것이다.
최근에는 클라바우터만이 더욱 불길한 특성을 갖고 있으며, 배에 있는 잘못된 점을 탓하고, 장난을 치며 결국 배와 승무원들을 파멸로 이끄는, 악마나 마귀와 비슷한 존재로 묘사되고 있다.

## 대중문화 속에 등장하는 클라바우터만
- 클라바우터만은 만화 원피스에 나오는 밀짚모자 해적단의 해적선 고잉 메리 호에 있었으며, 개조한 고잉 메리 호를 원래 모습으로 되돌리고 부서진 마스트를 고쳤다. 그리고 자가적으로 배를 움직여 몽키 D. 루피와 밀짚모자 해적단을 에니에스 로비에서 구출하기도 한다.

## 참고 문헌
- Melville, F The Book of Faeries 2002 Quarto Publishing